# Nilton César
Nilton César (Ituiutaba; 27 de junio de 1939) es un cantante brasileño.

## Carrera musical
Tuvo éxito en la década de los 70's con la canción Vacaciones en la India, grabada en 1969, que vendió más de 500 mil copias y ganó inmumerables discos de oro y trofeos de aquella época. Presentado en los principales palcos del país, también participó en programas de televisión como Programa Silvio Santos y Joven Guarda.
Actualmente sigue presentándose en Brasil y, principalmente, en el exterior.

## Principales éxitos
- La última canción
- Amor, amor, amor
- La enamorada que soñé
- Nunca más
- Cama separada
- Cerca de los ojos, lejos del corazón
- Yo tengo un mar de amor
- No me interesa